# Lee Woon-jae
Lee Woon-jae (* 26. April 1973 in Cheongju, Südkorea) ist ein ehemaliger südkoreanischer Fußballtorhüter und heutiger -trainer. Er war langjähriger Nationaltorhüter und nahm an vier Weltmeisterschaften mit der südkoreanischen Nationalmannschaft teil.

## Karriere
Sein erstes von insgesamt 132 A-Länderspiele bestritt er am 5. März 1994 gegen die USA, das Spiel endete mit einer 0:1-Niederlage für Südkorea. Bei der WM 1994 war er im Kader der Koreanischen Mannschaft und wurde bei der 2:3-Niederlage gegen die Auswahl Deutschlands in der zweiten Halbzeit eingewechselt. Zwischen 1995 und 1999 wurde Lee nicht mehr in die Nationalmannschaft berufen, weshalb er die Asienmeisterschaft 96 und die Weltmeisterschaft 98 verpasste.
Bei der Asienmeisterschaft 2000 führte Lee seine Mannschaft ins Halbfinale. Den größten Erfolg feierte man dann bei der Weltmeisterschaft 2002, als der damalige Co-Gastgeber Südkorea das Halbfinale erreichte. Im Viertelfinale gegen Spanien konnte Lee den Strafstoß von Joaquín Sánchez halten und seiner Mannschaft zum Weiterkommen verhelfen. Auch bei der Asienmeisterschaft 2004 und der Weltmeisterschaft 2006 war er der Stammtorwart der südkoreanischen Mannschaft.
Im Jahre 2007 wurde Lee Woon-jae mit Südkorea dritter bei der Asienmeisterschaft, hierbei mussten die Koreaner drei Elfmeterschießen in der Ko-Runde austragen. Im Viertelfinale gegen den Iran konnte Lee zwei Strafstöße halten und den Einzug ins Halbfinale sichern, dort verlor man allerdings gegen den Irak mit 3:4 im Elfmeterschießen. Das Spiel um den dritten Platz gegen Japan gewann man wiederum mit 6:5, da Lee einen Strafstoß parieren konnte. Nach der Meisterschaft wurde öffentlich bekannt, dass Lee während des Turniers zusammen mit drei weiteren Teamkollegen eine Bar aufgesucht und dort Alkohol konsumiert habe. Nach diesem Vorfall wurde er zunächst für ein Jahr von der Nationalmannschaft suspendiert.
Bei der Fußball-Weltmeisterschaft 2010 stand er zwar im Aufgebot Südkoreas, kam dort allerdings zu keinem Einsatz. Nach der Weltmeisterschaft beendete er seine internationale Karriere, sein letztes Spiel bestritt er am 11. August 2010 gegen Nigeria.
Nachdem er im Januar 2011 zu den Jeonnam Dragons wechselte, beendete er am 31. Dezember 2012 seine aktive Karriere.

## Trainerlaufbahn
Nach dem Ende seiner Karriere wurde Lee Woon-jae im Januar 2013 Torwarttrainer der südkoreanischen U23-Nationalmannschaft, ehe er dieselbe Funktion ab Januar 2016 für die A-Nationalmannschaft seines Heimatlandes übernahm. Zum 2. Januar 2017 wurde er Torwarttrainer bei seinem früheren Verein Suwon Samsung Bluewings, was er bis zum 21. November 2018 blieb. Zuletzt war er zwischen Dezember 2020 und dem 12. Juni 2023 Torwarttrainer bei Jeonbuk Hyundai Motors.